# Frictional Games
Frictional Games – szwedzka firma produkująca niezależne gry komputerowe. Studio składa się z grupy kilku osób kierowanych przez Thomasa Gripa i Jensa Nilssona. Niektóre zadania zlecane są zewnętrznym osobom, jak ścieżki dźwiękowe komponowane przez Mikka Tarmię. Porty gier na systemy Linux i OS X są tworzone przez Edwarda Rudda.

## Historia
Wszystkie gry studia wykorzystują wewnętrzny silnik HPL Engine. Seria Penumbra zaczynała jako stworzone w 2006 roku demo techniczne prezentujące tę technologię.
Pierwszą grą komputerową studia była wydana w 2007 roku gra łącząca grę przygodową i survival horror o nazwie Penumbra: Przebudzenie, następną jej sequel Penumbra: Czarna plaga z 2008 roku oraz dodatek do niej Penumbra: Requiem z tego samego roku. W 2010 roku Frictional Games wydało swoją czwartą grę o tytule Amnesia: Mroczny obłęd, która korzysta z drugiej wersji silnika HPL Engine.
W marcu 2012 roku studio oznajmiło, że choć dotychczas Frictional Games specjalizowało się w grach przygodowych z elementami survival horroru, to jest otwarte na nowe pomysły i koncepcje gier. Mimo to w listopadzie 2012 roku Thomas Grip stwierdził, że ich kolejna produkcja również będzie miała elementy grozy, choć początkowo twórcy ich nie planowali.
W 2012 roku studio rozpoczęło współpracę z firmą thechineseroom, która stworzyła zaplanowaną na 2013 rok pośrednią kontynuację Mrocznego obłędu zatytułowaną Amnesia: A Machine for Pigs. Po skończeniu przez nich produkcji w lutym 2013 roku Frictional Games zajęło się jej ostatecznym wykończeniem. W czerwcu 2012 roku ujawniono, że studio tworzy grę survival horror w realiach fantastyki naukowej. W październiku 2013 roku ujawniono jej tytuł – SOMA – i poinformowano, że ma zostać wydana 22 września 2015 roku na platformy PlayStation 4 i Windows.

## Lista gier komputerowych
| Rok  | Tytuł                  | Platformy                                         |
| ---- | ---------------------- | ------------------------------------------------- |
| 2007 | Penumbra: Przebudzenie | Linux, macOS, Windows                             |
| 2008 | Penumbra: Czarna plaga | Linux, macOS, Windows                             |
| 2008 | Penumbra: Requiem      | Linux, macOS, Windows                             |
| 2010 | Amnesia: Mroczny obłęd | Linux, macOS, Windows                             |
| 2015 | Soma                   | Linux, macOS, Windows, PlayStation 4, Xbox One    |
| 2020 | Amnesia: Rebirth       | Linux, Windows, PlayStation 4                     |
| 2023 | Amnesia: The Bunker    | Windows, PlayStation 4, Xbox One, Xbox Series X/S |